# Chengnanzhuang (köpinghuvudort i Kina, Hebei Sheng, lat 38,73, long 114,17)
Chengnanzhuang är en köpinghuvudort i Kina. Den ligger i provinsen Hebei, i den norra delen av landet, omkring 230 kilometer sydväst om huvudstaden Peking. Antalet invånare är 20 812. Befolkningen består av 10 120 kvinnor och 10 692 män. Barn under 15 år utgör 19,0 %, vuxna 15-64 år 69 %, och äldre över 65 år 10,0 %.
Runt Chengnanzhuang är det tätbefolkat, med 383 invånare per kvadratkilometer. Närmaste större samhälle är Chenzhuang, 19,2 km söder om Chengnanzhuang. Trakten runt Chengnanzhuang består till största delen av jordbruksmark.
Genomsnittlig årsnederbörd är 666 millimeter. Den regnigaste månaden är juli, med i genomsnitt 187 mm nederbörd, och den torraste är januari, med 4 mm nederbörd.